# أل مارتن
أل مارتن (بالإنجليزية: Al Martin)‏ هو لاعب كرة قاعدة أمريكي، ولد في 24 نوفمبر 1967 في ويست كوفينا في الولايات المتحدة.

## وصلات خارجية
- أل مارتن على موقع دوري كرة القاعدة الرئيسي (الإنجليزية)
- أل مارتن على موقعبيزبول رفرنس.كوم (الدوري الرئيسي) (الإنجليزية)
- أل مارتن على موقعبيزبول رفرنس.كوم (الدوري الثانوي) (الإنجليزية)
- أل مارتن على موقع إي إس بي إن.كوم (أم.أل.بي) (الإنجليزية)
- أل مارتن على موقع مشجعي الرسوم البيانية (الإنجليزية)